# Васил Николов (Устово)
Вижте пояснителната страница за други значения на Васил Николов.
Васил Николов Величков е български революционер, деец на Вътрешна македоно-одринска революционна организация и на Върховния македоно-одрински комитет.

## Биография
Васил Николов е роден в 1871 година в пашмаклийското село Устово, тогава в Османската империя, днес квартал на Смолян, България. В 1900 година е привлечен към ВМОРО от учителя в Устово Георги Попанастасов, ръководител на местния революционен комитет. Николов служи като куриер. На следната 1901 година при Хаджинуриевата афера е принуден да стане нелегален и влиза в четата на Чепеларския пограничен пункт, ръководена от Константин Антонов. С нея се сражава в 1901 година с войска при Енуз дере, Пашмаклийско. В същата 1901 година отново със същата чета, но под войводството на Марин Чолаков участва в създаването на революционни комитети в Гюмюрджинско. Николов се занимава с революционна дейност до Балканската война в 1912 година.
През Балканската война е доброволец в Македоно-одринското опълчение и служи в Партизански взвод № 21, под командването на Никола Гюмюшев.
На 25 март 1943 година, като жител на Орехово, Смолянско, подава молба за българска народна пенсия, която е одобрена и отпусната от Министерския съвет на Царство България.